# Saint-Gilles (Indre)
Saint-Gilles – miejscowość i gmina we Francji, w Regionie Centralnym-Dolinie Loary, w departamencie Indre.
Według danych na rok 1990 gminę zamieszkiwało 135 osób, a gęstość zaludnienia wynosiła 18 osób/km² (wśród 1842 gmin Regionu Centralnego Saint-Gilles plasuje się na 1002. miejscu pod względem liczby ludności, natomiast pod względem powierzchni na miejscu 1262.).
Przez miejscowość przepływa rzeka Abloux.